# Tetronarce nobiliana
El torpedo del Atlántico o tremielga negra (Tetronarce nobiliana) es una especie de raya eléctrica de la familia Torpedinidae. Habita en el océano Atlántico, desde Nueva Escocia hasta Brasil en el oeste y desde Escocia hasta África occidental y austral en el este, a profundidades de hasta 800 m. Los ejemplares jóvenes generalmente viven en hábitats arenosos o fangosos menos profundos, mientras que los adultos son de naturaleza más pelágica y frecuentan el mar abierto. Con un máximo de 1,8 m de longitud y 90 kg de peso, el torpedo del Atlántico es la raya eléctrica más grande que se conoce. Al igual que otros miembros de su género, cuenta con un disco de aleta pectoral casi circular con un margen frontal prácticamente recto, y una robusta cola con una gran aleta caudal de forma triangular. Otras características distintivas son su color oscuro y uniforme, espiráculos (aberturas para la respiración localizadas detrás de los ojos) de bordes suaves y dos aletas dorsales de distinto tamaño.
De carácter solitario y hábitos nocturnos, el torpedo del Atlántico es capaz de generar una descarga eléctrica de 220 voltios para someter a su presa o en defensa propia contra los depredadores. Su dieta consiste principalmente en peces óseos, aunque también se alimenta de pequeños tiburones y crustáceos. Es una especie ovovivípara; las hembras dan a luz a un máximo de 60 crías después de un periodo de gestación de un año. La descarga eléctrica de esta especie puede ser bastante severa y dolorosa, aunque no llega a ser letal. Debido a sus propiedades electrogénicas, los antiguos griegos y romanos utilizaban al torpedo del Atlántico en la medicina e inspiró el nombre del arma naval homónima. Aunque actualmente no tiene valor económico, la pesca accidental puede suponer un impacto para su conservación. La Unión Internacional para la Conservación de la Naturaleza (UICN) la clasifica como especie bajo preocupación menor.

## Taxonomía
La primera descripción científica del torpedo del Atlántico se publicó en 1835 por el naturalista Charles Lucien Bonaparte, en su principal obra Iconografia della Fauna Italica. Describió dieciséis especímenes como sintipos. La asignación del «gran torpedo» de África austral a esta especie es provisional. Otro tipo de raya eléctrica encontrado en el océano Índico cerca de Mozambique podría pertenecer también a T. nobiliana. Otros nombres vulgares de la especie son el de raya eléctrica del Atlántico, torpedo neobritánico del Atlántico, torpedo negro, raya eléctrica o simplemente torpedo.

## Morfología

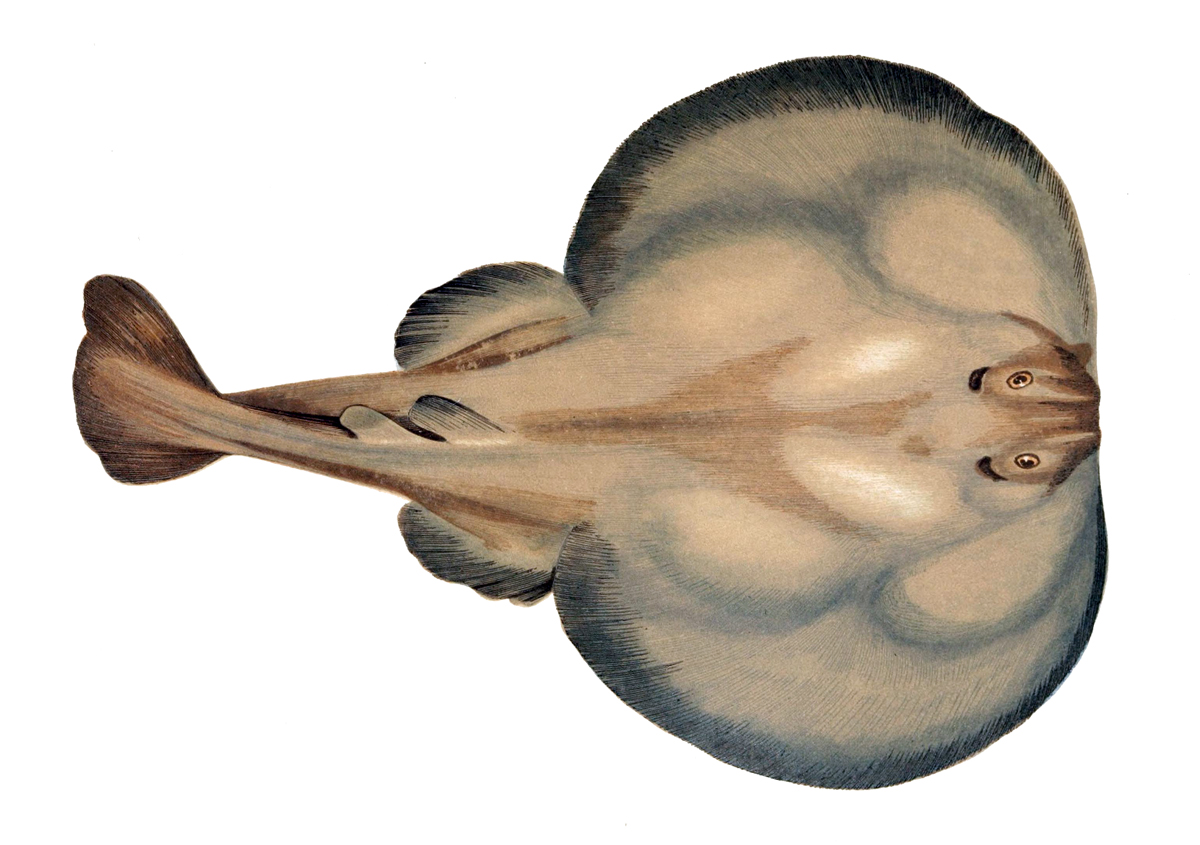
Descripción histórica de un torpedo del Atlántico; se aprecian los órganos eléctricos alrededor de los ojos.

El torpedo del Atlántico tiene un disco de la aleta pectoral casi circular, que es 1,2 veces más ancho que largo, con un margen frontal grueso y casi recto. Los ojos son pequeños y se encuentran junto a espiráculos mucho más grandes que ellos, que no tienen papilas en sus anillos internos. Los orificios nasales se encuentran cerca de la boca; tiene una solapa de piel entre ellos tres veces más ancha que larga, con un margen posterior sinuoso. La boca es larga y arqueada, con prominentes surcos en las comisuras. Los dientes son puntiagudos y su número se incrementa con el paso de los años, pues los alevinos tienen 38 hileras y los adultos llegan a tener 66; sin embargo, solamente las primeras filas de dientes son funcionales. Las aberturas de las branquias son pequeñas, y el primer y quinto par son más pequeños que los demás.
Las aletas pélvicas son redondeadas y están ligeramente superpuestas al disco frontal. La primera aleta dorsal es triangular, aunque su punta es redondeada, y se origina frente a las inserciones de la aleta pélvica. La segunda aleta dorsal mide la mitad o dos terceras partes de la longitud de la primera; la distancia entre las aletas dorsales es menor a la longitud de la base de la primera aleta dorsal. La gruesa cola comprende un tercio de la longitud total de la criatura, y termina en una aleta caudal en forma de triángulo equilátero con márgenes ligeramente convexos. La piel es suave y carece completamente de dentículos dérmicos (escamas). La coloración dorsal es de un marrón oscuro a gris, generalmente lisa aunque a veces presenta algunas manchas difusas, y se oscurece hacia los bordes de las aletas. La parte inferior es blanca, y los bordes de las aletas en esta parte son oscuros. Siendo la mayor de las rayas eléctricas, el torpedo del Atlántico puede medir hasta 1,8 m de longitud y pesar hasta 90 kg. Sin embargo, es más común que tenga una longitud de 0,6-1,5 m y un peso de 14 kg. Las hembras alcanzan un mayor tamaño que los machos.

## Comportamiento
Al igual que otros miembros de su familia, el torpedo del Atlántico es capaz de generar una fuerte descarga eléctrica a partir de un par de órganos eléctricos llamados electrolitos, localizados en su disco frontal, tanto para atacar como para defenderse. Estos órganos componen una sexta parte del peso total de la raya y contienen alrededor de medio millón de «placas eléctricas» rellenas con materia gelatinosa y que están acomodadas en un promedio de 1025 a 1083 columnas verticales hexagonales (visibles por debajo de la piel). Estas columnas actúan esencialmente como baterías conectadas en paralelo, lo que le permite a un torpedo del Atlántico de gran tamaño producir hasta un kilovatio de electricidad a 170-220 voltios, asumiendo que esté descansado y bien alimentado. Las descargas del órgano eléctrico ocurren en una serie de pulsos ligeramente espaciados que duran alrededor de 0,03 segundos. Las series contienen en promedio 12 pulsos, pero se han registrado unas de más de 100. La raya emite con regularidad pulsos aun cuando no reciba un estímulo externo obvio.
Siendo de naturaleza solitaria, generalmente puede verse al torpedo del Atlántico descansando en el sustrato del fondo —por encima de él o medio enterrado— durante el día, y con mayor actividad durante la noche. Por su tamaño y por poder defenderse efectivamente de los ataques, rara vez cae presa de otros animales. Algunos de sus parásitos conocidos son los céstodos Calyptrobothrium occidentale y C. minus, Grillotia microthrix, Monorygma sp. y Phyllobothrium gracile, los monogéneos Amphibdella flabolineata y Amphibdelloides maccallumi y el copépodo Eudactylina rachelae. Algunas fuentes sugieren que esta raya podría ser capaz de sobrevivir fuera del agua hasta un día.

### Alimentación
La dieta del torpedo del Atlántico consiste principalmente de peces óseos, incluyendo peces planos, salmones, anguilas y lisas, aunque también ingiere pequeños peces gato y crustáceos. Se ha observado a algunas rayas en cautiverio permanecer quietas y atacar súbitamente a los peces que pasaban frente a ellas. Al momento de hacer contacto, la raya atrapa a la presa con la ayuda de su cuerpo o sujetándola contra el fondo doblando el disco de su aleta pectoral a su alrededor, al mismo tiempo que libera fuertes descargas eléctricas. Esta estrategia le permite a la lenta raya capturar peces relativamente rápidos. Una vez sometida, la raya lleva a la presa hacia su boca con movimientos ondulatorios de su disco y la traga entera, metiendo primero la cabeza. La mandíbula altamente distensible de la raya le permite ingerir presas sorprendentemente grandes: se encontró un salmón intacto de 2 kg en el estómago de un individuo, y otro contenía un lenguado canadiense (Paralichthys dentatus) de 37 cm de longitud. En ocasiones esta raya mata peces mucho más grandes de los que puede comer.

### Reproducción
El torpedo del Atlántico es ovovivíparo: sus embriones en desarrollo se alimentan con el vitelo, y más tarde se complementa con histotrofo («leche uterina») enriquecido con proteínas y grasas, el cual produce la madre. Las hembras tienen dos ovarios y úteros funcionales, y se cree que su ciclo reproductivo es bienal. Después de un periodo de gestación de un año de duración, las hembras paren a un máximo de 60 crías durante el verano; el tamaño de la puesta aumenta según el tamaño de la hembra. Cuando los embriones miden 14 cm de longitud, cuentan con un par de profundos orificios al frente del disco que marcan el origen de sus aletas pectorales, y la cortina de piel entre los orificios nasales todavía no se ha desarrollado; por otro lado, los ojos, espiráculos, aletas dorsales y cola ya han alcanzado sus proporciones adultas. Las rayas recién nacidas miden 17-25 cm de longitud, y aún tienen los orificios en el disco. Los machos y las hembras alcanzan la madurez sexual cuando su longitud es de 55 y 90 cm, respectivamente.

## Distribución y hábitat
Se puede encontrar al torpedo del Atlántico en las aguas frías de ambos lados del océano Atlántico. En el este, habita desde el norte de Escocia hasta el golfo de Guinea, incluyendo la totalidad del mar Mediterráneo (pero no el mar Negro), las Azores y Madeira, así como desde Namibia hasta el oeste de Sudáfrica. En el oeste, aparece desde el sur de Nueva Escocia hasta Venezuela y Brasil. Rara vez se le encuentra en el mar del Norte y al sur de Carolina del Norte.
Los ejemplares jóvenes recorren principalmente la zona béntica a profundidades que van de los 10 a los 50 m, sobre zonas planas arenosas o fangosas cerca de arrecifes de coral. Al ir madurando, sus hábitos se vuelven más pelágicos, y se puede encontrar a los adultos nadando en el mar abierto. Se ha hallado a esta especie a una profundidad de hasta 800 m. En el Mediterráneo, es más común encontrarla a profundidades de entre 200 y 500 m. Se piensa que realiza largos movimientos migratorios.

## Interacción con los humanos

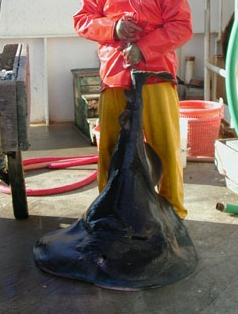
El torpedo del Atlántico es capturado como presa secundaria, pero no es utilizado.

Aunque difícilmente pone en riesgo la vida de un ser humano, la descarga eléctrica de un torpedo del Atlántico es bastante severa y puede bastar para dejar inconsciente a una persona. Sin embargo, un mayor peligro para los nadadores supone la desorientación que se presenta después de la descarga.
El torpedo del Atlántico no tiene valor comercial alguno, pues su carne es flácida e insípida. Los pescadores comerciales, particularmente en la pesca de arrastre, y deportivos lo capturan accidentalmente. Cuando es capturado generalmente se devuelve al mar o es utilizado como carnada.
La Unión Internacional para la Conservación de la Naturaleza (UICN) todavía no cuenta con información suficiente para darle al torpedo del Atlántico un estatus distinto al de especie con datos insuficientes (DD); podría verse afectado negativamente por la mortandad debida a la pesca —aunque no hay datos específicos con respecto a las tasas de captura o tendencias poblacionales— así como por la degradación de los arrecifes de coral que son importantes para los alevinos.

### Usos medicinales e industriales
Muchos peces eléctricos, incluyendo el torpedo del Atlántico, eran usados en la medicina de la Antigüedad clásica. En el siglo I, el médico romano Escribonio Largo describió la aplicación de «torpedos oscuros» vivos a pacientes que sufrían de gota y dolores de cabeza crónicos. En 1800, el torpedo del Atlántico sirvió de inspiración para nombrar al arma naval cuando el inventor estadounidense Robert Fulton comenzó a usar la palabra «torpedo» para describir a las bombas que los submarinos colocaban en los barcos (aunque estos dispositivos se parecían más a las minas marinas de la actualidad). Antes de la introducción a gran escala del queroseno en el siglo XIX, el aceite de hígado de esta especie era considerado de la misma calidad que el aceite de cachalote (Physeter macrocephalus) para su uso en lámparas. Antes de la década de 1950, su aceite también era utilizado en pequeñas cantidades por los pescadores en Estados Unidos como tratamiento para calambres musculares y estomacales, así como para lubricar maquinaría agrícola. Junto con muchas otras especies de rayas eléctricas, el torpedo del Atlántico es usado como organismo modelo en investigaciones biomédicas ya que sus órganos eléctricos tienen grandes cantidades de receptores de acetilcolina. Estas proteínas juegan un papel importante en muchos procesos neurológicos, como aquellos involucrados en el funcionamiento de la anestesia.